# Wilhelm Küchelbecker
Wilhelm Küchelbecker (rus: Вильгельм Карлович фон Кюхельбекер)  (Sant Petersburg, 10 de juny de 1797 (Julià) - Tobolsk, 11 d'agost de 1846 (Julià)), nom complet en alemany Wilhelm Ludwig von Küchelbecker (rus: Вильге́льм Ка́рлович фон Кюхельбе́кер, tr. Vílguelm Kàrlovitx fon Kiukhelbéker, fou un decabrista i poeta romàntic rus.

## Biografia
Nascut en una família noble germanobàltica, va ser criat a Estònia i va assistir al Liceu de Tsàrskoie Seló juntament amb Aleksandr Puixkin i Anton Délvig, amb qui es va fer amic. El 1820, en una reunió de la Societat Lliure d’Amics de la Literatura Russa, va llegir versos dedicats a Puixkin, que estava exiliat al sud de Rússia - «Els poetes» (Поэты), per a la qual va negociar una publicitat. Per evitar el perill, Küchelbecker va anar de viatge a l'estranger per consell dels seus amics. A Dresden va conèixer Ludwig Tieck i poc després, a Weimar, es va trobar amb Goethe. Küchelbecker va expressar el seu entusiasme per Déu en el poema A Prometeu (К Прометею), que va enviar a Goethe amb una traducció interlineal.
El 1821 va anar a París per impartir cursos de literatura russa, però la seva activitat va ser considerada massa liberal per l'administració russa i Küchelbecker va haver de tornar a Rússia.
Va servir a la Guerra del Caucas sota el comandament del general Iermólov (es va batre en duel amb un parent llunyà seu) abans de llançar la miscel·lània Mnemozina junt amb Vladímir Odóievski el 1824. Malgrat el seu nom alemany, Küchelbecker era un fervent patriota rus, i tot i que estava molt aliat amb els romàntics, va insistir a dir-se conservador literari i classicista. D.S. Mirsky el caracteritza com "una figura quixotesca, ridícula en aparença i comportament", però els seus amics personals li tenien un afecte càlid. Puixkin li va dedicar una de les estrofes més sentides de l'Aniversari del Liceu de 1825.
| «               | (rus) Да сохранит тебя твой добрый Гений [Под бурями] и в тишине | (català) Que el vostre bon Geni us mantingui [sota les tempestes] i en silenci | » |
| — Puixkin A. S. |                                                                  |                                                                                |   |

Com a poeta, Küchelbecker tenia una visió panteista del món, però no va aconseguir donar-li una expressió definida: la seva poesia és un món incipient en espera d'un constructor. El seu poema més conegut és la noble elegia a la mort de Puixkin, un poema que tanca l'Edat d'Or de la poesia russa. A la seva breu peça en prosa "Cartes europees", rus: Европейские письма Ievropéiskie pisma (1820), un estatunidenc del segle XXVI viatja a Europa, que ha tornat a caure en la barbàrie. Al fragment satíric "Terra dels sense cap", rus: Земля безглавцев Zemlià bezglàvtsev 1824), el protagonista viatja a la Lluna i hi troba un estat distòpic.
El 26 de desembre (14 de desembre CJ) de 1825, Küchelbecker va participar activament en l'aixecament dels decabristes (Dekabr = desembre) a la plaça del Senat de Sant Petersburg. Va intentar, sense èxit, disparar contra el germà de l'emperador, el gran duc Miquel(el mariner Safon Doroféiev va evitar el tret) i el general Aleksandr Vóinov (la pistola va fallar dues vegades).
Després del fracàs de l'aixecament, va intentar fugir a l'estranger, però va ser arrestat a Varsòvia. El 25 de gener (6 de febrer CG) de 1826 va ser lliurat a Sant Petersburg amb grillons i empresonat a la fortalesa de Pere i Pau el 26 de gener (7 de febrer CG) de 1826.
Condemnat a mort en una primera sentència, aquesta li fou commutada per 20 anys de treballs forçats El 1835, després de deu anys de presó, fou enviat a Tobolsk (Sibèria Occidental) desterrat. A l'exili es va casar amb la filla d’un cap de correus a qui va ensenyar a llegir i escriure i amb qui es va traslladar d’un poble siberià a l’altre. Küchelbecker també va continuar escrivint mentre estava empresonat en una fortalesa i exiliat: el poema L'ombra de Riléiev sobre el poeta desembrista executat Kondrati Riléiev; el "misteri" en tres parts Ijorski, la història d'un nihilista; el drama de contes de fades Ivan, el fill del comerciant ; la tragèdia Prokofi Liapunov sobre el contingent popular de Riazan contra la invasió polonesolituana; un cicle de set poemes amb temes majoritàriament històrics, dels quals L'orfe es considera el més important. Cap al final de la seva vida, Küchelbecker va emmalaltir de tuberculosi i va morir l'11 de juliol (23 d'agost CG) de 1846, cec, a Tobolsk.
El tema vital de Küchelbecker fou la seva amistat amb Puixkin, almenys sentida subjectivament. Però ell s'hi havia distanciat d’ell ben aviat. Küchelbecker es va mesurar artísticament contra Puixkin i va saber, al mateix temps, que no podia arribar al seu nivell.
Küchelbecker es va descriure a si mateix com un romàntic del classicisme. Volia un romanticisme rus, independent dels models estrangers, basat únicament en elements nacional-russos. D’altra banda, els elements de l'antic eslau i els elements estilístics classicistes eren adequats per a ell. Durant molt de temps només es van recordar a Rússia els trets tragicòmics de Küchelbecker; no va ser fins a la novel·la històrica de Iuri Tiniànov Kiukhla, rus: Кюхля (1925) que es va corregir la imatge de Küchelbecker.

## Obres
Primer any: creació, segon any: primera publicació
Poemes
- La separació (Разлука) 1817
- Els poetes (Поэты), 1820
- A Prometeu (К Прометею), 1820; 1926
- La profecia (Пророчество), 1822; 1891
- Cançó grega (Греческая песнь), 1821; 1939
- A Akhates (К Ахатесу), 1821; 1939
- L'ombra de Riléiev (Тень Рылеева), 1827; 1862
- El destí dels poetes russos  (Участь русских поэтов) 1845
- Els argius (Аргивяне), tragèdia, 1822-1824
- Quant a la direcció de la nostra poesia, especialment la lírica, a la darrera dècada  (О направлении нашей поэзии, особенно лирической, в в последнее), 18
- L'orfe (Сирота), Poema, 1833; 1939
- Ijorski (Misteri) (Ижорский), Part I-II 1829–1833; 1836 part III 1840/41; 1939
- Ivan, el fill del comerciant (Иван - купецкий сын), drama de conte de fades 1832–1842; 1939
- Prokofi Liapunov (Прокофий Ляпунов), tragèdia 1834; 1938